# Elvir Rahimić
Elvir Rahimić (Živinice, 4 april 1976) is een middenvelder van CSKA Moskou en het Bosnisch voetbalelftal.
Hij kwam eerder uit voor NK Slaven Živinice, NK Bosna Visoko, Interblock Ljubljana, SK Vorwärts Steyr en Anzji Machatsjkala.

## Interlandcarrière
Rahimić maakte deel uit van de ploeg die zich op dinsdag 15 oktober 2013 plaatste voor het WK voetbal 2014 in Brazilië. Bosnië won die dag in het afsluitende WK-kwalificatiewedstrijd met 1-0 van gastland Litouwen in Kaunas, waardoor de selectie van bondscoach Safet Sušić zich voor het eerst in de geschiedenis kwalificeerde voor een WK-eindronde. De enige treffer in die wedstrijd kwam in de 68ste minuut op naam van aanvaller Vedad Ibišević van VfB Stuttgart. Rahimić zat bij die wedstrijd als reservespeler op de bank en kwam niet in actie.